# Goldrückenweber
Der Goldrückenweber jetzt auch Goldrücken-Wida (Euplectes aureus) zählt innerhalb der Familie der Webervögel (Ploceidae) zur Gattung der Feuerweber (Euplectes).
Das Artepitheton kommt von lateinisch aurum ‚Gold‘.

## Merkmale
Der kurzschwänzige Goldrückenweber ist nur 12 cm groß und 25 g schwer.
Das Männchen hat einen schwarzen Kopf, eine gold-orange Oberseite, graubraune Schwanzoberseite mit schwarzen Schwanzspitzen.

## Verbreitung und Lebensraum
Goldrückenweber sind im Pampasgras, in Akazien-Savannen und Flussauen
in Angola, São Tomé und Príncipe zu finden.

## Ernährung
Goldrückenweber ernähren sich von Samen und Insekten, sie treten meist in kleinen Gruppen auf.

## Fortpflanzung
Die Brutzeit liegt zwischen Dezember und April. Die Vögel legen polygyn, die Nester werden meist in Gruppen angelegt. Das Männchen verteidigt das Revier und Gelege.

## Gefährdungssituation
Der Goldrückenweber gilt als nicht gefährdet (Least Concern).